# Kuala (Tiga Binanga)
Kuala is een bestuurslaag in het regentschap Karo van de provincie Noord-Sumatra, Indonesië. Kuala telt 1291 inwoners (volkstelling 2010).